# Psychonomie
Psychonomie (samentrekking van het Grieks: psyche (ziel) en nomos (wet(ten)) is een richting in de psychologie die wetmatigheden onderzoekt die gelden voor het menselijk gedrag.

## Doel
De psychonomie zoekt naar formele theorieën en modellen waarmee het menselijk gedrag kan worden beschreven, en voorspellingen omtrent het gedrag mogelijk zijn. Zij houdt zich ook bezig met aan het menselijk gedrag gerelateerde functies en mechanismen in de hersenen.

## Organisatie en relatie ander vakgebieden
De psychonomie is sterk verbonden met de experimentele psychologie en de biologische psychologie. In Nederland werd in 1968 de Stichting voor Psychonomie opgericht, die later overging in de Nederlandse Vereniging voor Psychonomie. In de Verenigde staten bestaat er de Psychonomic Society, die voor het merendeel bestaat uit experimenteel psychologen. Aan verschillende Universiteiten in Nederland is de Psychonomie een afstudeerrichting binnen de Psychologie. Als toepassingsgebied zou men voor de Psychonomie de cognitieve ergonomie kunnen beschouwen.

## Zie verder
- Handboek der Psychonomie (1976). Onder redactie van J.A. Michon, E.G.J. Eykman en L.F.W. de Klerk. Van Loghum Slaterus, Deventer.